# Girenspitz (Schuders)
Der Girenspitz oder Giraspitz (zu  schweizerdeutsch Gir für ‹Geier›, womit meist jeder grosse Raubvogel gemeint sein kann) ist ein Berg bei Schuders, nordöstlich von Schiers im Kanton Graubünden in der Schweiz mit einer Höhe von 2393 m ü. M. Der Girenspitz ist die dominierende Schieferpyramide oberhalb der Golrosa, der nordöstliche Abschluss des Sassauna-Grates.

## Lage und Umgebung
Der Girenspitz gehört zur Kette Schesaplana-Sulzfluh, einer Untergruppe des Rätikon. Auf dem Gipfel treffen sich die Gemeindegrenzen zwischen Grüsch, Schiers und Seewis im Prättigau.
Nach Süden entsendet der Girenspitz einen gegen unten breit werdenden Weidegrat (Berg), auf dessen Südosthang die Häuser von Schuders stehen. Ein kurzer Seitenkamm geht gegen Osten; die Senke kurz vor seinem Ende ist das Girenfürggli. Gegen Westen besitzt der Girenspitz einen Grat, der via Hoch Sagettis, Tüf Sagettis und Pfäwi bis zum Sassauna reicht.
Zu den Nachbargipfeln gehören die Schesaplana (2965 m) im Nordwesten, das Lüneregg (2295 m) im Norden, die Kirchlispitzen (2552 m) im Nordosten, der Schafbüel (2022 m) und die Drusenfluh (2827 m) im Osten, das Höchstelli (2297 m) im Süden und Hoch Sagettis (2284 m), Tüf Sagettis (2272 m), Pfäwi (2304 m) und Sassauna (2307 m) im Westen.
Westlich des Girenspitz befindet sich das Fadurer Fürggli (2270 m) und nördlich Golrosa (2124 m).
Der am weitesten entfernte sichtbare Punkt vom Girenspitz ist der Piz Uffiern (3013 m) zwischen der Val Curnera und der Val Nalps bei Sedrun. Er ist 91,4 km entfernt.

## Routen zum Gipfel

### Sommerrouten

#### Über den Drosbüel
- Ausgangspunkt: Schuders (1272 m)
- Via: Höchstelli
- Schwierigkeit: T5
- Zeitaufwand: 3¾ Stunden

#### Über den Nordgrat
- Ausgangspunkte:

1. Schesaplanahütte (1908 m)
2. Carschinahütte (2236 m)
3. Schuders (1272 m)

- Via: Golrosa (2128 m)
- Schwierigkeit: T4, bis Golrosa als Wanderweg weiss-rot-weiss markiert
- Zeitaufwand: ¾ Stunden von Golrosa

1. 2½ Stunden von der Schesaplanahütte
2. 3¾ Stunden von der Carschinahütte
3. 4¼ Stunden von Schuders

#### Über den Ostgrat
- Ausgangspunkt: Pusserein (939 m) oder Eggli, Bergstation der Luftseilbahn Fanas–Eggli (1708 m)
- Via: Fadurer Fürggli (2186 m)
- Schwierigkeit: T4, bis Fadurer Fürggli als Wanderweg weiss-rot-weiss markiert
- Zeitaufwand: 5½ Stunden von Pusserein oder 3¾ Stunten von Eggli

#### Überschreitung Sassauna – Girenspitz

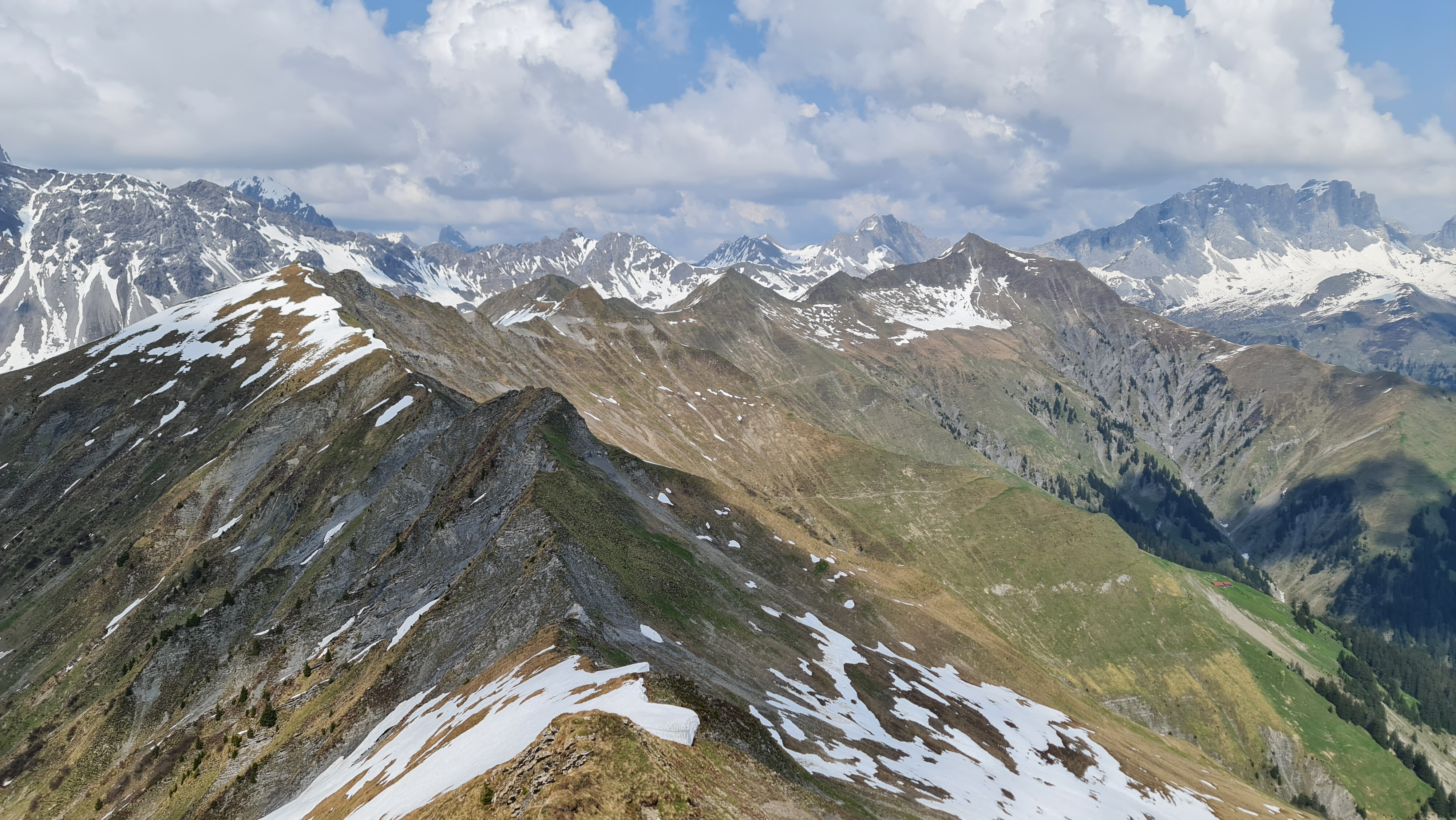
Grat zwischen Sassauna und Girenspitz (hinten rechts)

Siebengipfeltour rund um das Salginatobel, mit Sicht auf Schesaplana, Drusen- und Sulzfluh.
- Ausgangspunkt: Eggli, Bergstation der Luftseilbahn Fanas–Eggli (1708 m)
- Zielpunkt: Schuders (1272 m)
- Via: Sassauna (2307 m), Pfäwi (2304 m), Lägend- (2247 m), Tüf- (2277 m) und Hoch Sagettis (2284 m), Girenspitz, Höchstelli (2297 m)
- Schwierigkeit: T4–T5
- Zeitaufwand: 4–5 Stunden

### Winterrouten

#### Von Schuders
Landschaftlich wunderschöne Tour über den langen Rücken des Schuderser Maiensäss. Bis zum Drosbüel einfache und auch bei weniger idealen Verhältnissen machbare Tour.
- Ausgangspunkt: Schuders (1272 m)
- Via: Drosbüel, P.2143, Höchstelli, Südostgrat
- Expositionen: SE, S
- Schwierigkeit: ZS+

#### Von der Schesaplanahütte
- Schesaplanahütte (1908 m)
- Via: Golrosa, Girentäli, Höchstelli, Südostgrat
- Expositionen: NE, S
- Schwierigkeit: WS+
- Zeitaufwand: 2 Stunden

#### Abfahrt über Falvanja nach Schuders
- Ziel: Schuders (1272 m) oder Schiers (640 m)
- Via: Höchstelli, P.2143, P.2053, P.1861, Falvanja, P.1647, Drusner Alpweg, Schuders (Sagen, Schraubachtobel, Schiers)
- Expositionen: SE
- Schwierigkeit: WS

## Galerie

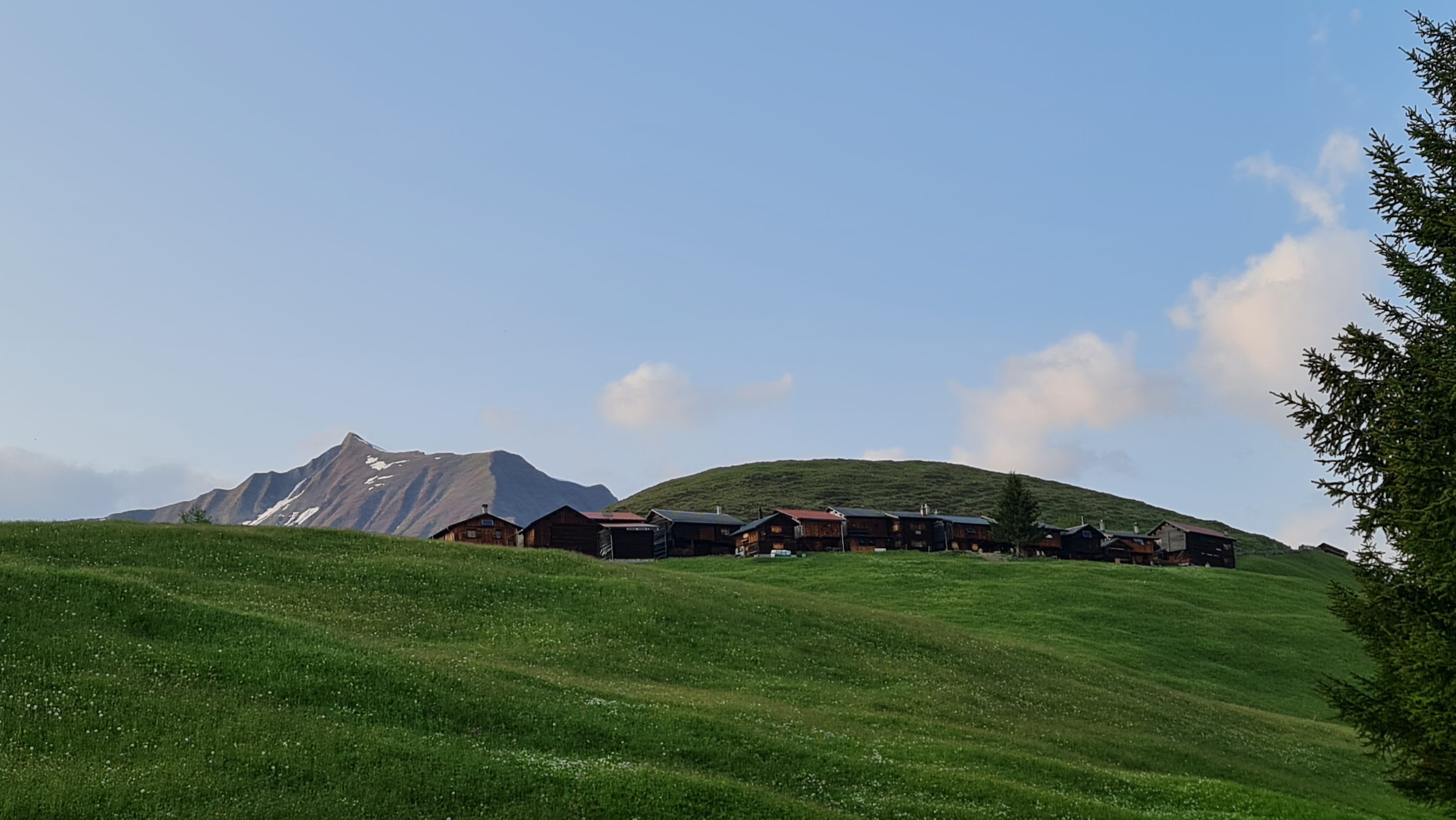
Girenspitz, im Vordergrund die Schuderser Maiensässe
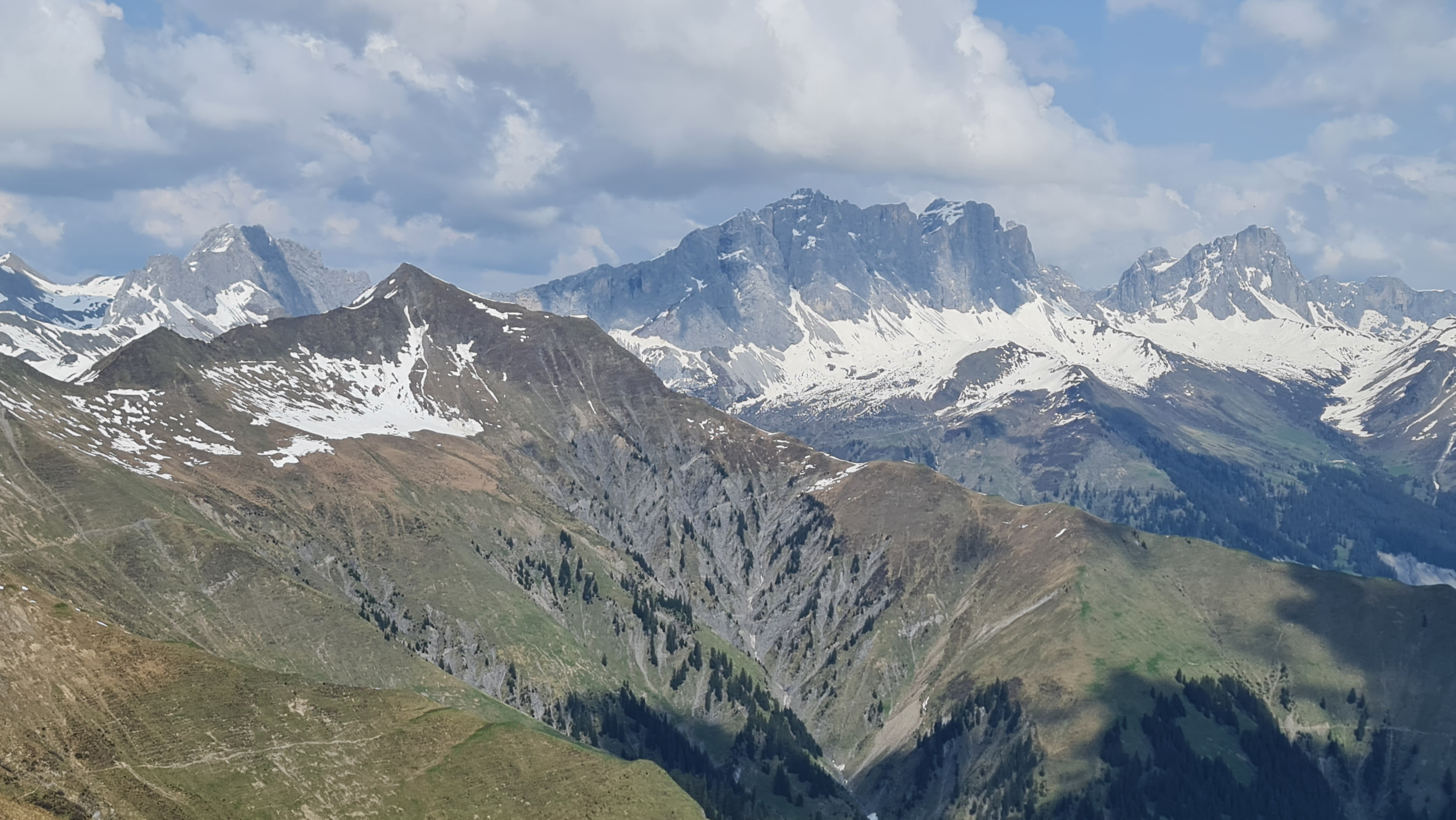
Girenspitz, Drusenfluh und Sulzfluh, aufgenommen vom Sassauna (für Annotationen der einzelnen Berge aufs Bild klicken)
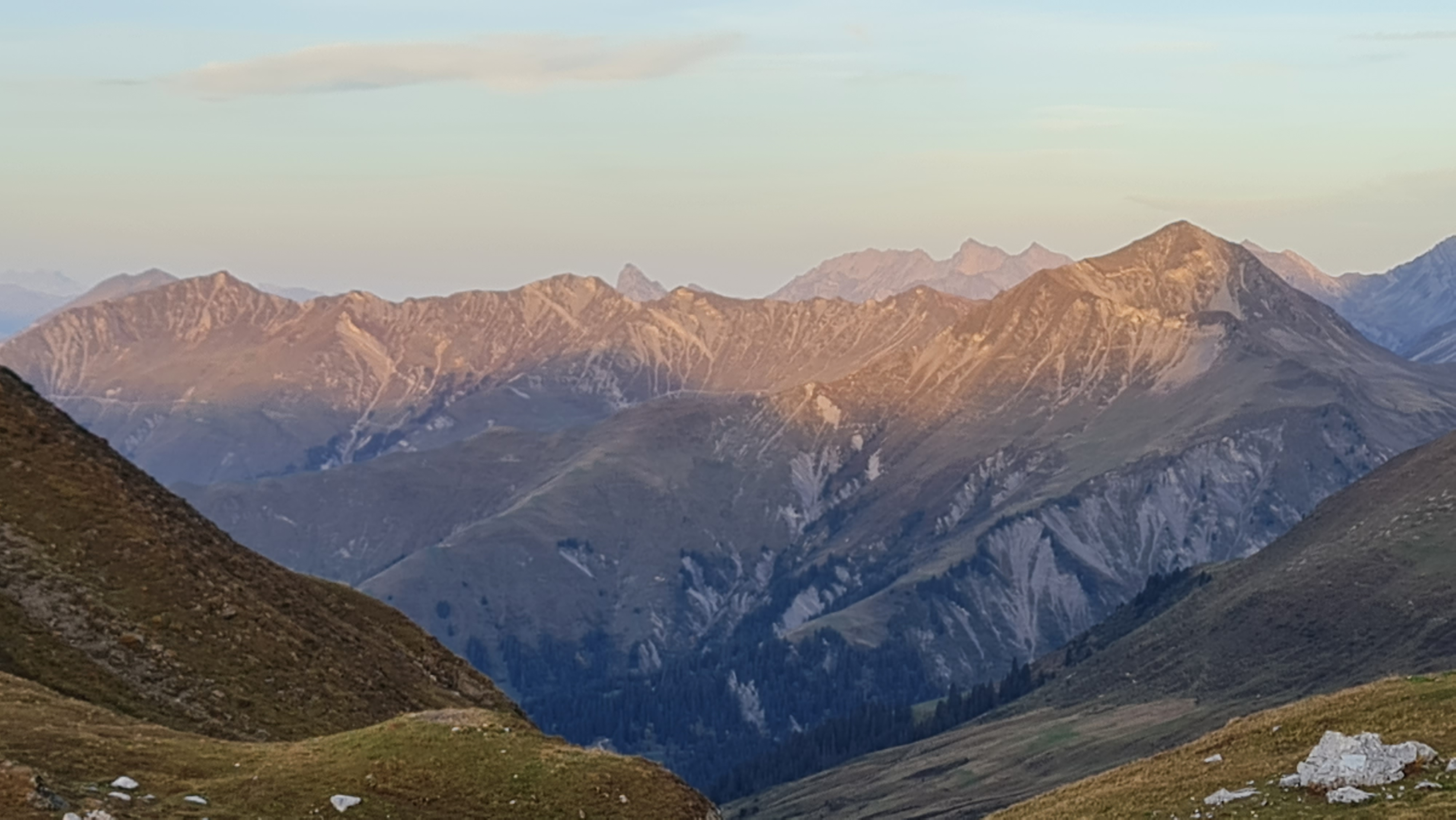
Die Sonne erhellt den Grat zwischen Sassauna (l.) und Girenspitz (r.), im Hintergrund Vilan, Glegghorn, Falknis und Naafkopf, aufgenommen von der Carschinahütte (für Annotationen der einzelnen Berge aufs Bild klicken)
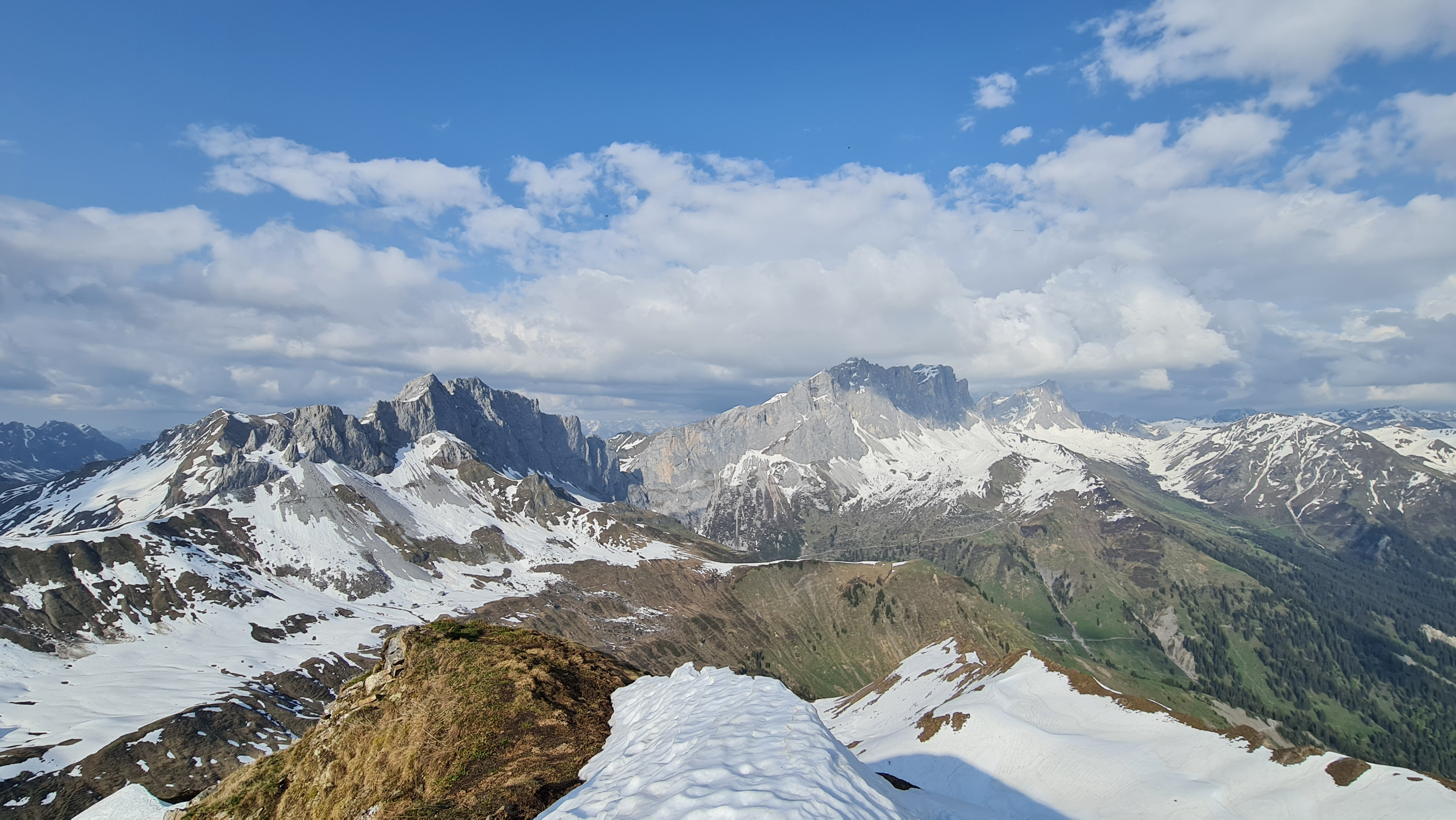
Blick vom Gipfel nach Osten zu (v. l. n. r.) Kirchlispitzen, Drusenfluh und Sulzfluh (für Annotationen der einzelnen Berge aufs Bild klicken)
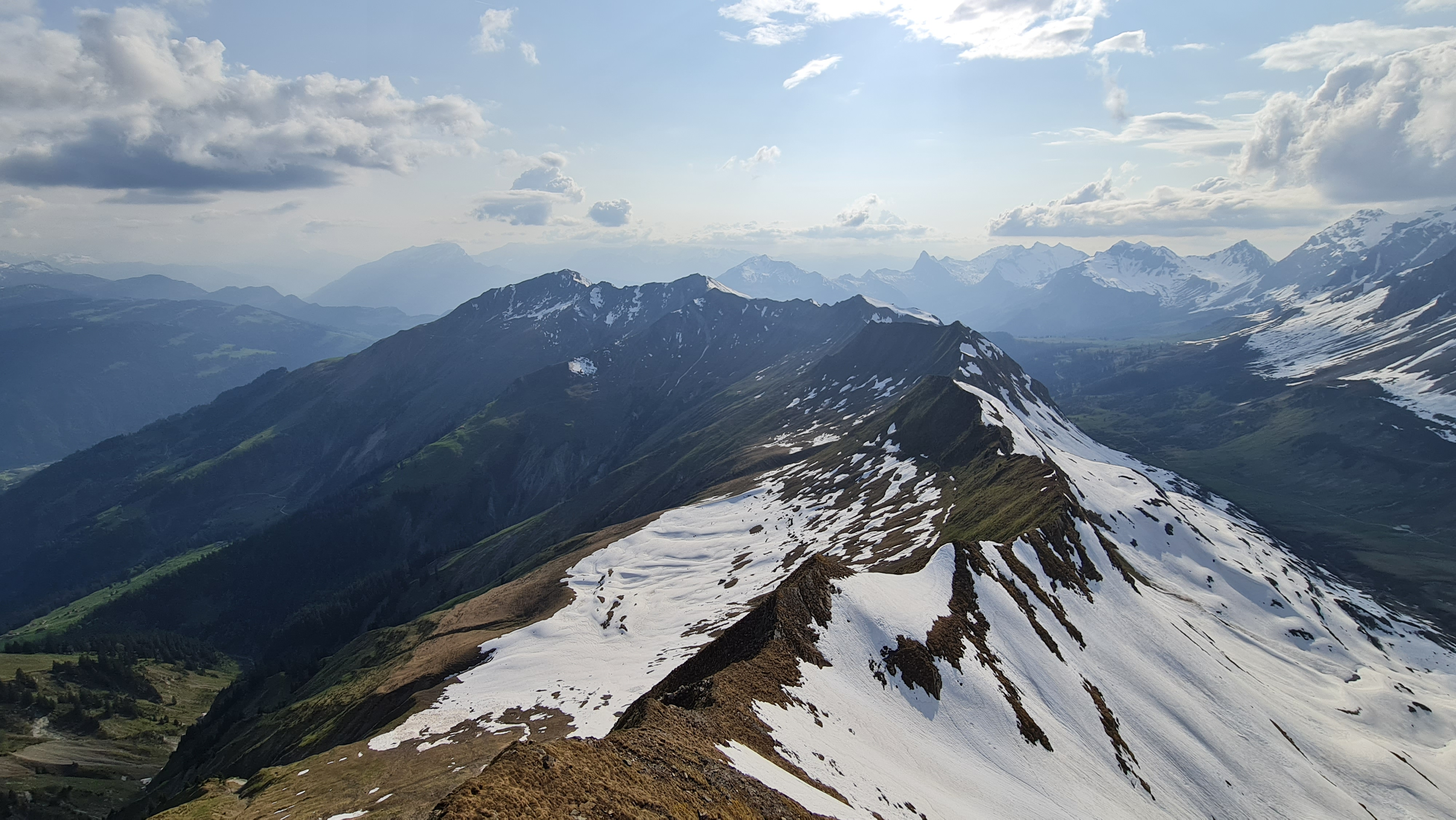
Blick vom Gipfel nach Westen zu Hoch Sagettis, Tüf Sagettis, Lägend Sagettis, Pfäwi und Sassauna (für Annotationen der einzelnen Berge aufs Bild klicken)